# Michał Listkiewicz
Michał Józef Listkiewicz (né le 20 mai 1953 à Varsovie) est un ancien arbitre polonais de football. Il fut président de la fédération polonaise de football entre juin 1999 et octobre 2008.

## Carrière
Il a officié dans deux compétitions majeures : 
- JO 1988 (1 match)
- Coupe du monde 1990 (finale)